# 유럽 올해의 나무

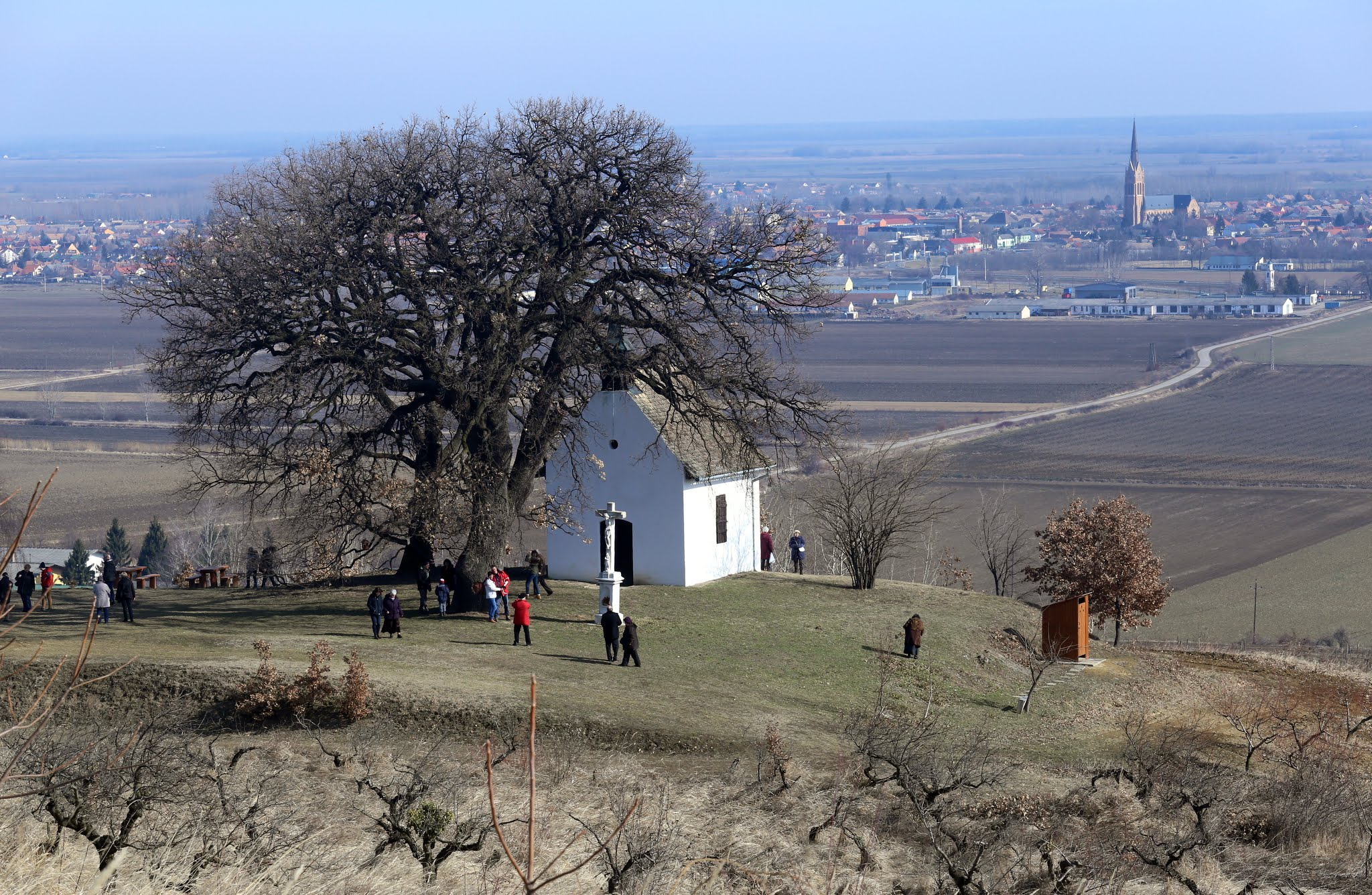
2016년 우승 나무 Bátaszék의 가장 오래된 나무 (헝가리)

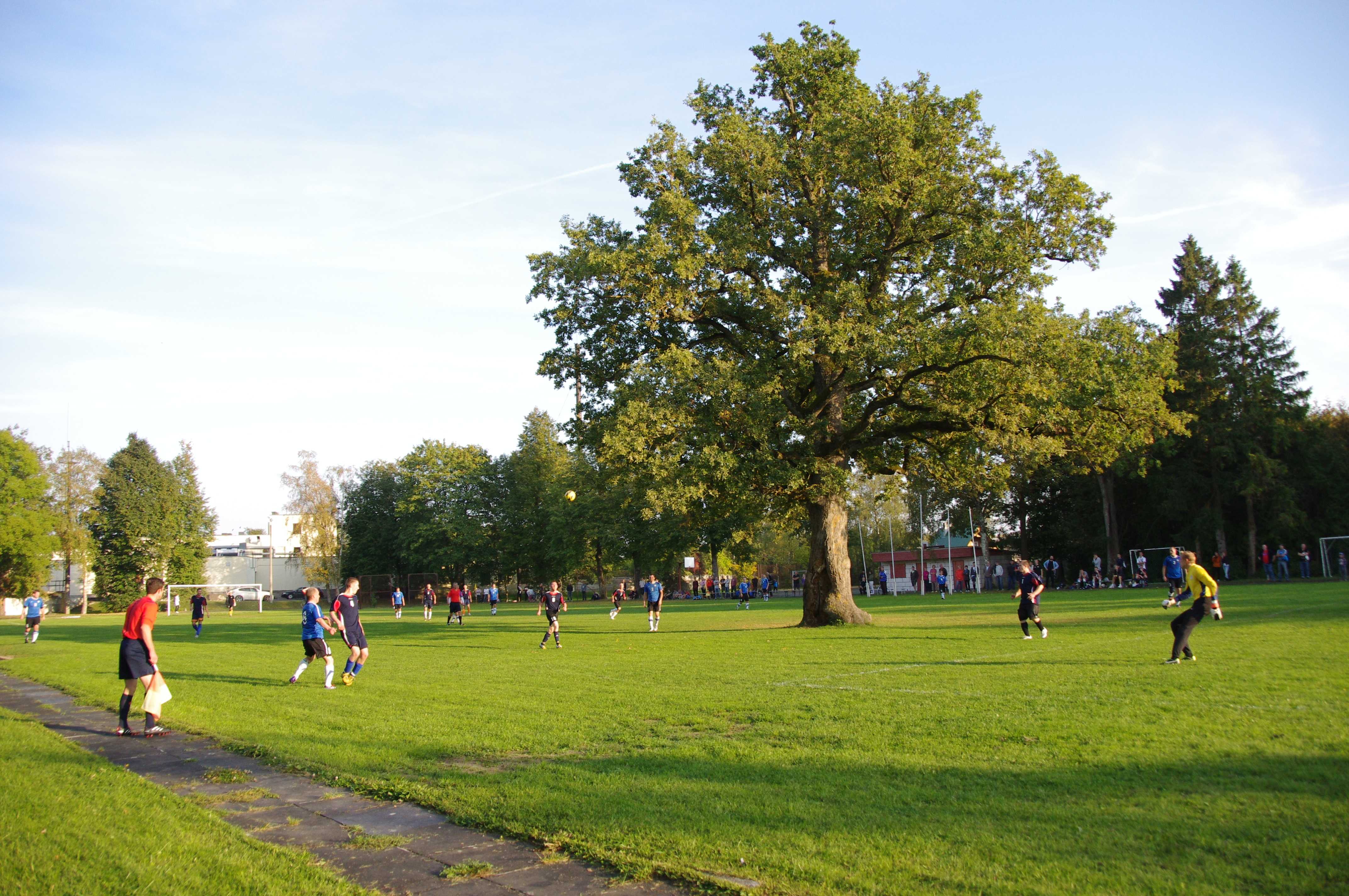
2015년 우승 나무 Oak tree on a football field (에스토니아)

유럽 올해의 나무 유럽에서 가장 '사랑스러운 나무'를 찾기 위해 개최하는 연례 대회이다.
이 대회는 유럽 위원회가 지원하는 환경 파트너십 협회 (Environmental Partnership Association, EPA)가 개최한다.

## 우승 나무
- 2018년 - "Whistler cork oak tree" - 포르투갈
- 2017년 - "Oak Józef" - 폴란드
- 2016년 - "The oldest tree of Bátaszék" - 헝가리
- 2015년 - "Oak tree on a football field" - 에스토니아
- 2014년 - "The Old Elm" - 불가리아
- 2013년 - "Plane tree in Eger" - 헝가리
- 2012년 - "The Old Lime Tree of Felsőmocsolád" - 헝가리
- 2011년 - "Lime in Leliceni" - 루마니아

## 같이 보기
- 유럽의 나무 도시